# Apostolicae curae
Apostolicae Curae je papeška bula, ki jo je napisal papež Leon XIII. leta 1896.
Najpomembnejši del bule je razglasitev vseh svetih odlokov Anglikanske Cerkve za popolnoma nične.